# 榆橘
榆橘（学名：Ptelea trifoliata），为芸香科榆橘属下的一个植物种。其种加词“trifoliata”意为“三叶的”。